# Petäjäluoto (ö i Norra Österbotten, Koillismaa)
Petäjäluoto är en ö i Finland. Den ligger i sjön Korvuanjärvi och i kommunen Taivalkoski i den ekonomiska regionen  Koillismaa ekonomiska region  och landskapet Norra Österbotten, i den nordöstra delen av landet, 600 km norr om huvudstaden Helsingfors. Öns area är 0,3 hektar och dess största längd är 100 meter i öst-västlig riktning.